# Scorn (jogo eletrônico)
Scorn é um jogo de aventura e survival horror em primeira pessoa desenvolvido pelo estúdio sérvio Ebb Software e publicado pela Kepler Interactive para Microsoft Windows e Xbox Series X|S. O jogo é inspirado nas obras dos artistas visuais HR Giger e Zdzisław Beksiński. O jogo foi lançado em 14 de outubro de 2022 para Microsoft Windows e Xbox Series X|S .

## Sinopse
A história se passa em um planeta alienígena após uma guerra aparentemente devastadora. O protagonista humanoide silencioso primeiro acorda e tenta cruzar um terreno baldio chamado "The Field"  indo em direção à cidadela iminente chamada "The Crater"  vista à distância antes de cair em uma fenda enorme em uma fábrica chamada "The Assembly",  uma usina de reciclagem que reaproveita os seres vivos. Ao atravessar a instalação, o protagonista gradualmente adquire uma pistola de dardo cativo, bem como várias armas e máquinas que lhe permitem manipular a tecnologia da instalação. Assim que atinge o coração da instalação,  o protagonista faz com que as artérias do coração explodam, o que o deixa inconsciente e o cobre com fluido. Neste ponto, o protagonista aparentemente desmaia enquanto um ser semelhante ao protagonista desperta e emerge de uma estrutura de casca semelhante a um ovo em outro lugar. O novo protagonista segue para a Cratera, que aparentemente foi infestada por entidades hostis.
Durante este tempo, o protagonista é atacado e aparentemente infestado por um parasita, que permite ao protagonista usar várias armas e máquinas, mas o fere regularmente e aparentemente cresce raízes semelhantes a tentáculos que gradualmente cobrem seu corpo. O protagonista infestado chega a um elevador central que foi envolvido por uma criatura enorme com uma cabeça vagamente humanoide chamada "A Rainha da Cratera".  Reativar o elevador aparentemente mata a Rainha, mas permite que o protagonista acesse um monotrilho para chegar a um templo chamado Polis.
Enquanto o protagonista explora o templo, o parasita o envolve quase totalmente, obrigando-o a usar uma máquina para removê-lo. Durante este processo, está fortemente implícito que o parasita é na verdade o primeiro protagonista que sofreu uma mutação quando o coração dos Assembly explodiu. Pouco antes de ser removido, o parasita estripa o protagonista, que cambaleia para outro dispositivo médico que o conecta a uma aparente mente coletiva dentro do templo. Controlando dois andróides chamados Shells,  o segundo protagonista tenta carregar seu próprio corpo em direção a um campo de energia em turbilhão, mas é atacado e infestado pelo parasita antes que ele alcance o campo. Com o parasita agora fundido com o protagonista, os dois formam uma massa de carne aparentemente imóvel.

## Jogabilidade
O jogador controla um humanóide perdido em um mundo de pesadelo cheio de criaturas estranhas e estruturas tecno-orgânicas vivas compostas de máquinas, carne e osso. Ao longo do jogo, eles devem explorar diferentes regiões interconectadas, em busca de respostas que expliquem mais sobre o mundo do jogo.
A jogabilidade é dividida principalmente entre exploração e combate. A exploração também envolve quebra-cabeças ambientais ocasionais para progredir. Para o combate, o jogo apresenta várias armas biomecânicas que se prendem a uma base modular: para utilizar uma arma específica, o personagem do jogador deve remover a arma atual da base e substituí-la por outra. O jogo apresenta quatro armas: Uma arma branca semelhante a uma pistola de dardo cativo, que também pode ser usada para alimentar máquinas em pontos específicos; uma arma semelhante a uma pistola, que pode ser usada para tiros precisos; uma arma semelhante a uma espingarda, que causa alto dano a curta distância, mas baixa capacidade de munição; e um lançador de granadas implosivo, usado principalmente para destruição ambiental no contexto de quebra-cabeças. Os kits de munição e saúde são depositados em estações de armazenamento de uso único, e a saúde também não é reabastecida quando o jogador morre.

## Desenvolvimento
Ebb Software é um estúdio sérvio de desenvolvimento de jogos fundado em 2013. Os desenvolvedores afirmam ter projetado o jogo em torno da ideia de "ser jogado no mundo" e, como tal, muito pouco contexto é fornecido sobre o cenário do jogo. Eles também explicaram que querem que o ambiente perturbador seja um personagem em si. O diretor do jogo queria estudar o "Space Jockey" do filme Alien, o piloto da nave espacial acidentada no planeta LV-426. A tecnologia e o tecido vivo parecem fazer parte de um ser; tudo dentro do jogo segue essa ideia de materiais sólidos impregnados de crescimentos orgânicos. A estética mundial de Scorn também foi inspirada na obra de Zdzisław Beksiński . No planeta alienígena dentro do universo do jogo, os engenheiros, Homúnculos, travaram uma guerra contra as duas próprias facções divididas; uma facção construiu ciborgues a partir de corpos, enquanto a outra fez exosuits robóticos militarizados.
O jogo foi anunciado em 12 de novembro de 2014, com um trailer mostrando imagens pré-alfa, seguido por uma campanha do Kickstarter em dezembro de 2014, que terminou sem sucesso; apesar disso, o jogo permaneceu em desenvolvimento com um lançamento planejado em duas partes. Em janeiro de 2015, Scorn recebeu financiamento privado de um investidor e a produção completa começou em fevereiro de 2015. O jogo foi planejado para ser lançado em duas partes, com apenas a primeira parte sendo anunciada como Dasein ( pronúncia em alemão: [ˈdaːzaɪn], uma palavra alemã que significa "estar lá" em alemão vernáculo (alemão: da "lá"; sein "ser") e "ser-no-mundo" na filosofia de Martin Heidegger ). Em agosto de 2018, a equipe de produção anunciou que lançaria o jogo como um todo, em vez de em partes, embora nenhuma data de lançamento concreta tenha sido anunciada.
Em 2017, a Ebb Software lançou um segundo Kickstarter, que atingiu sua meta de € 150.000 em setembro daquele ano.
Em 7 de maio de 2020, foi anunciado que o jogo seria publicado no PC e teria exclusividade de console cronometrado no Xbox Series X/S, rodando em 4K e 60fps, e não seria lançado na geração anterior de consoles, pois a equipe de desenvolvedores não queria gastar tempo de desenvolvimento no que seria uma versão inferior do jogo. Scorn também foi lançado no Steam, Windows Store e GOG .
Em 9 de novembro de 2021, o CEO e diretor criativo Ljubomir Peklar postou uma atualização do Kickstarter para resolver os atrasos do jogo e a falta de comunicação, sugerindo que os apoiadores insatisfeitos solicitem um reembolso; a postagem foi criticada por apoiadores por seu "tom hostil", pelo qual Peklar mais tarde se desculpou.

## Recepção
Scorn recebeu críticas "mistas ou médias", de acordo com o agregador de críticas Metacritic. Embora elogiado por seus quebra-cabeças e direção de arte, Scorn enfrentou críticas recorrentes por seu combate, que muitos críticos consideraram tedioso e desnecessário. A PC Gamer US descreveu o jogo como uma aventura de terror surreal, que com "o impressionante banquete visual da capital alienígena, acompanhado por um áudio triste, praticamente me levou às lágrimas. Era tão estranho e maravilhoso, e parecia sugerir algum mistério maior no coração de Scorn ". Por outro lado, eles criticaram a jogabilidade às vezes pouco clara e o sistema de checkpoint.
Alessandro Barbosa, da GameSpot, elogiou Scorn por seu cenário e estética interessantes, mas o criticou fortemente por seu "combate frustrante, quebra-cabeças desequilibrados e checkpoints implacáveis", sentindo que eles tornavam o jogo "um trabalho árduo irritante".
Escrevendo para IGN, Leana Hafer descreveu o jogo como "um mergulho implacavelmente perturbador no Inferno com combate terrível", acrescentando "o combate em si é terrível, e não quero dizer isso no bom sentido", embora aplaudindo sua "direção de arte macabra". e quebra-cabeças. Hafer concluiu que Scorn teria sido uma experiência melhor se a maior parte, senão todo o combate, tivesse sido removido, sentindo que "[funcionou] contra os aspectos de exploração e resolução de quebra-cabeças".

Michael Goroff, da Electronic Gaming Monthly ' ecoou as reclamações de combate, acreditando que "[parecia] mais irritante do que tenso", mas evitou que o jogo "parecesse um simulador de caminhada ". Goroff elogiou os aspectos de exploração e quebra-cabeça trabalhando em conjunto com o tom geral de terror do jogo, dizendo que "tudo em Scorn parece construído em torno do simples desejo de fazer os jogadores se sentirem em algum lugar novo" e considerou ter capturado o "horrorizado e perturbada, alegre e intrigada" experiência de um pesadelo. 